# 박승춘
박승춘(朴勝椿, 1947년 12월 25일~2024년 4월 25일)은 대한민국의 군인, 전 정무직공무원으로 제28대 국가보훈처장이다.

## 학력
- 1966년 강릉상업고등학교 졸업
- 1971년 육군사관학교 27기 학사
- 1975년 대한민국 육군보병학교 수료
- 1977년 대한민국 육군공병학교 수료
- 2002년 경희대학교 행정대학원 북한정책학 석사

## 경력
- 1998년~1999년: 육군 제12사단장(육군 소장)
- 2002년: 육군 제9군단장(육군 중장)
- 2004년: 합참 정보본부장
- 2005년: 한나라당 국제위원회 부위원장
- 2008년: 단국대학교 초빙교수
- 2010년: 국가발전미래교육협의회장
- 2011년~2017년: 제28대 국가보훈처장
- 2014년 3월: 자유민주연구원 고문
- 2017년 1월: 재단법인 한미동맹재단 고문

## 국가정보원 정치관여 공모
박승춘은 2010년 1월 26일부터 2011년 2월 23일까지 국가정보원이 설립하여 운영한 "재단법인국가발전미래교육협의회"의 초대 회장으로 재임하였다.
재단법인국가발전미래교육협의회는 국가정보원 예산으로 설립하여 운영하는 것임에도 박승춘은 원세훈 국가정보원장, 국가정보원 2차장, 국가정보원 2차장 산하 국익전략실장, 국가정보원 국익전략실 종합판단팀 직원, 재단법인국가발전미래교육협의회 직원 등과 공모하여 재단법인국가발전미래교육협의회가 민간단체인 것처럼 가장하여 재단법인 명의로 특정 정당이나 특정 정치인에 대하여 지지 또는 반대하는 의견, 그러한 여론을 조성할 목적으로 특정 정당이나 특정 정치인에 대하여 찬양하거나 비방하는 내용의 의견 또는 사실을 유포하는 등 정치활동에 관여하는 행위를 하였다.
2020년 2월 7일 서울중앙지방법원은 박승춘에게 국가정보원법위반 죄로 징역 2년 및 자격정지 2년, 징역형의 집행유예 3년을 선고하였다.

## 국가보훈처장 재직 중 논란

### 민주화 세력을 종북으로 규정한 자료 배포
2011년 말 민주화 세력을 종북으로 규정한 내용이 담긴 동영상  DVD 1천개를 만들어 배포하였다.

### 대선 개입
안보 강연에서 특정 후보를 지지하는 연설을 했다.

### 5.18 기념식 격하
2015년 5.18 기념식의 경과보고를 광주지방보훈처장이 아닌 묘지관리소장이 하도록 해 기념식의 위상을 격하시켰다.

### 안현태 국립묘지 안장 영향력 행사
전두환 전 대통령의 경호실장을 지내고 광주민주화운동 당시 공수여단장을 지낸 안현태가 국립묘지에 안장되는 데 부당한 영향력을 행사했다.

### 임을 위한 행진곡 반대 보도자료 배포
2015년 5.18 기념식을 앞두고 임을 위한 행진곡 기념곡 지정을 반대하는 보도자료를 배포하였다.